# Berthold Englisch
Berthold Englisch (9. července 1851, Osoblaha – 19. října 1897, Vídeň) byl rakouský šachový mistr poslední čtvrtiny 19. století.
Narodil se v obci Osoblaha (německy Hotzenplotz) v moravské enklávě Osoblažsko v českém Slezsku, které bylo tehdy součástí Rakouského císařství. Pocházel z židovské rodiny a povoláním byl burzovní agent.
V roce 1879 Englisch vyhrál překvapivě hlavní turnaj prvního kongresu Německého šachového svazu před Louisem Paulsenem. To však zůstalo jeho největším turnajovým úspěchem. V následujícím roce se dělil o první místo na turnaji ve Wiesbadenu s Blackburnem a Adolfem Schwarzem. V roce 1890 vyhrál ve Vídni v páté sérii dvojzápas s pozdějším mistrem světa Emanuelem Laskerem (skončil pak na konečném 4. místě), v roce 1896 pak ve stejném městě hrál nerozhodně s Harrym Nelsonem Pillsburym. Pozoruhodná je jeho vyrovnaná bilance v šesti partiích s Wilhelmem Steinitzem, stejně tak i vítězství nad Adolfem Anderssenem na pařížském turnaji v roce 1878.
Berthold Englisch zemřel v říjnu roku 1897, jen pár týdnů poté, co musel ze zdravotních důvodů ukončit turnaj Berlínské šachové společnosti.

## Englischovy šachové výsledky
- šesté místo na turnaji v Lipsku roku 1877 (celkem dvanáct hráčů, zvítězil Louis Paulsen),[1]
- sedmé až osmé místo (společně se Samuelem Rosenthalem na turnaji v Paříži roku 1878 (celkem dvanáct hráčů, zvítězil Johannes Zukertort),[2]
- vítězství na turnaji v Lipsku roku 1879, kterým získal v konkurenci dalších jedenácti hráčů titul prvního německého šampióna,[3]
- vítězství na poměrně silně obsazeném turnaji ve Wiesbadenu roku 1880 společně s Josephem Henrym Blackburnem a Adolfem Schwarzem (celkem se zúčastnilo šestnáct hráčů),[4]
- sedmé místo turnaji ve Vídni roku 1882 (celkem osmnáct hráčů, zvítězil Wilhelm Steinitz společně se Simonem Winaverem),[5]
- prohra v zápase s Vincencem Hrubým 1:3 (=1) roku 1882 ve Vídni,
- páté až sedmé místo (společně s Georgem Henrym Mackenziem a Jamesem Masonem) turnaji v Londýně roku 1883 (celkem čtrnáct hráčů, zvítězil Johannes Zukertort),[6]
- druhé až šesté místo (společně s Josephem Henrym Blackburnem, Jamesem Masonem, Maxem Weissem a Siegbertem Tarraschem) na turnaji v Hamburku roku 1885 (celkem osmnáct hráčů, vyhrál Isidor Gunsberg),[7]
- sedmé místo na turnaji ve Frankfurtu roku 1887 (celkem dvacet jedna hráčů, vyhrál George Henry Mackenzie),[8]
- čtvrté místo na turnaji ve Vídni roku 1890 (celkem devět hráčů, zvítězil Max Weiss),[9]
- prohra v zápase s Emanuelem Laskerem 1:3 (=1) roku 1890 ve Vídni,
- čtvrté místo na turnaji ve Vídni roku 1895 (celkem devět hráčů, zvítězil Georg Marco),[10]
- remíza 0:0 (=5) v zápase s Harrym Nelsonem Pillsburym roku 1896 ve Vídni,
- sedmnácté místo na turnaji v Berlíně roku 1897 (celkem devatenáct hráčů, zvítězil Rudolf Charousek).[11]